# Gorące Hawaje
Gorące Hawaje (tytuł oryginalny North Shore) – amerykański serial telewizyjny emitowany w latach 2004-2005 przez telewizję FOX.
Serial odznaczał się młodą, urodziwą obsadą, egzotyczną hawajską scenerią oraz pełną intryg i namiętności fabułą. Jednakże nie podjęto się produkcji kolejnego sezonu, a ostatni odcinek  pierwszej serii w USA został wyemitowany dopiero podczas drugiej emisji serialu (pierwsza emisja zakończyła się w styczniu 2005, a ostatni odcinek mieszkańcy USA mogli obejrzeć dopiero 27.08.2005). W Polsce serial emitowała telewizja TV4, a teraz Polsat. 

## Fabuła
Akcja serialu rozgrywa się w pięciogwiazdkowym hotelu The Grand Waimea, gdzie zderzają się dwa światy - zamożna, piękna i wysoko postawiona klientela oraz personel hotelu, który musi zrobić wszystko by zadowolić wymagających gości. Głównym bohaterem serialu jest Jason Matthews, popularny dyrektor hotelu i rdzenny Hawajczyk. Wraz z przybyciem Nicole Booth, nowej szefowej obsługi klienta, świat Jasona zostaje wywrócony do góry nogami - i to nie tylko w sferze zawodowej, ale też uczuciowej, jako że w przeszłości Jasona i Nicole łączył fatalnie zakończony romans.
Nicole przybyła tu w poszukiwaniu nowego życia, pragnąc wyrwać się z imperium hotelarskiego swego ojca i wyrobić sobie własną markę w branży. Pochodzący z różnych światów Jason i Nicole ciągle starają się coś udowodnić sobie samym, sobie nawzajem, a także właścicielowi hotelu Vincentowi Colville, który obawia się, że ich zadawnione uczucia mogą przeszkodzić im w prowadzeniu hotelu.
Losy głównych bohaterów przeplatają się z perypetiami innych pracowników hotelu, których barwny tłum stanowią dawni przyjaciele, poszukiwacze wrażeń, pseudoartyści i marzyciele.

## Obsada
- Kristoffer Polaha jako Jason Matthews
- Jason Momoa jako Frankie Seau
- Brooke Burns jako Nicole Booth
- Gabrielle Fitzpatrick jako Panna Farrell
- Corey Sevier jako Gabriel Miller
- Nikki Deloach jako M.J. Bevans
- Jay Kenneth Johnson jako Chris Remsen
- Amanda Righetti jako Tessa Lewis
- James Remar jako Vincent Colville
- Shannen Doherty jako Alexandra Hudson
- Michael Ontkean jako Gordy Matthews
- Josh Hopkins jako Morgan Holt
- Christopher McDonald jako Walter Booth
- Dominic Purcell jako Tommy Ravetto
- Marika Domińczyk jako Erika

## Spis odcinków
- 1  Pilot
- 2  Tessa
- 3  Surprise Party
- 4  Meteor Shower
- 5  My Boyfriend's Back
- 6  Secret Service
- 7  More
- 8  Burned
- 9  Ties That Bind
- 10  Vice
- 11  Alexandra
- 12  Bellport
- 13  Leverage
- 14  Illusions
- 15  The Big One
- 16  The Cook, the Waitress, the GM and his Lover
- 17  Sucker Punch
- 18  Catwalk
- 19  Shark
- 20  The Ex-Games
- 21  The End